# Farbzustand
Der Farbzustand eines Objektes bezeichnet den Grad der Intaktheit bzw. den Charakter seiner Farbgebung. Da Farbmittel chemisch mit der Umwelt interagieren bzw. sich der Farbcharakter eines Stoffes selbst mit der Zeit durch chemische Reaktionen verändert, ist auch der Farbzustand eines Objektes einem Wandel unterworfen. Besonders beim Reifezustand von Früchten, bei der Intaktheit von Lackierungen und Legierungen (Rost), bei Kunstwerken (Gemälde, Architektur, siehe u. a. Firnis) und bei Fotografien kommt daher einer Intaktheit des Farbzustandes eine große Bedeutung zu.